# Atchison, Topeka and Santa Fe Railway

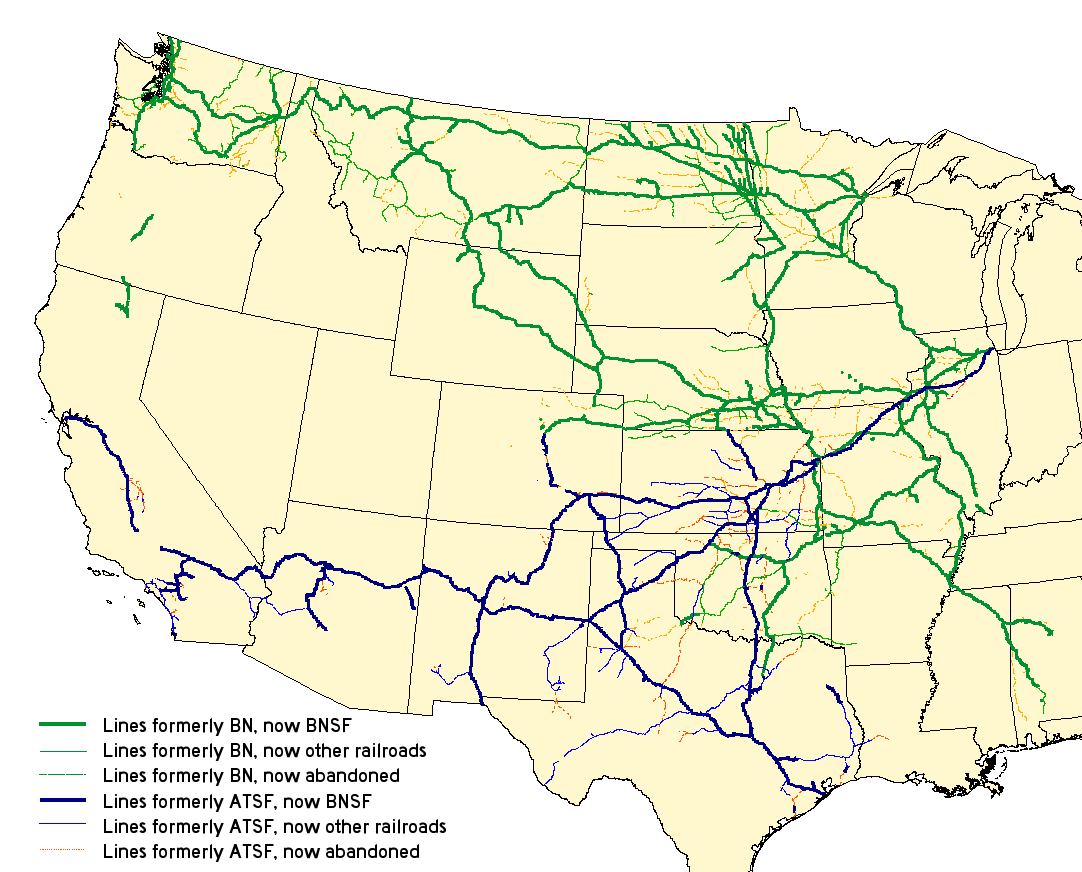
Die dicken blau gezeichneten Linien wurden von der ATSF in die BNSF übernommen, die dünnen blauen an andere Gesellschaften abgegeben.

Die Atchison, Topeka and Santa Fe Railway (AT&SF, ATSF), kurz Santa Fe, war eine US-amerikanische Eisenbahngesellschaft. Sitz des Unternehmens war zuletzt Schaumburg (Illinois), davor bis 1991 Chicago. Die ATSF war nicht nur im Schienenverkehr tätig, sondern betrieb auch eine Flotte von Schiffsschleppern und die kurzlebige Fluggesellschaft Santa Fe Skyway. Über Buslinien wurden Gebiete erschlossen, die nicht mit der Bahn erreichbar waren, außerdem wurden Fähren in der Bucht von San Francisco betrieben, die den Fernreisenden den Abschluss ihrer Fahrt zum Pazifik ermöglichten. Die Gesellschaft fusionierte 1995 mit der Burlington Northern (BN) zur Burlington Northern Santa Fe Railway (BNSF).

## Streckennetz
Die ATSF hatte eines der größten Bahnnetze in den Vereinigten Staaten. Kern des Netzes war die überwiegend zweigleisige Hauptstrecke von Chicago über Kansas City und Albuquerque nach San Francisco, Sacramento, Oakland, Los Angeles und San Diego, die bis auf ein kurzes Stück in Kansas auch heute noch in Betrieb ist. Trotz ihres Namens führte die Hauptstrecke der ATSF nicht durch die Städte Atchison und Topeka. Diese Orte waren nur über Nebenbahnen an das Hauptnetz angebunden. Santa Fe konnte nur über eine kurze Stichstrecke von Lamy aus erreicht werden. In den kalifornischen Tehachapi Mountains war die Hauptstrecke unterbrochen, stattdessen wurde der Tehachapi Loop der Southern Pacific Railroad mitbenutzt. Weitere Hauptstrecken führten nach Amarillo, Denver, Dallas, Galveston, Houston, Phoenix, Kansas City und Oklahoma City. Ein umfangreiches Netz von Nebenstrecken bestand vor allem in den Bundesstaaten Kansas, Oklahoma, Texas, Arizona und Kalifornien. 1929 umfasste das Netz 13.157 Meilen. 1970 waren es 12.881 Meilen, die aus 21.472 Meilen Gleislänge bestanden. 1994 umfasste das Streckennetz noch 7800 Meilen.

## Geschichte

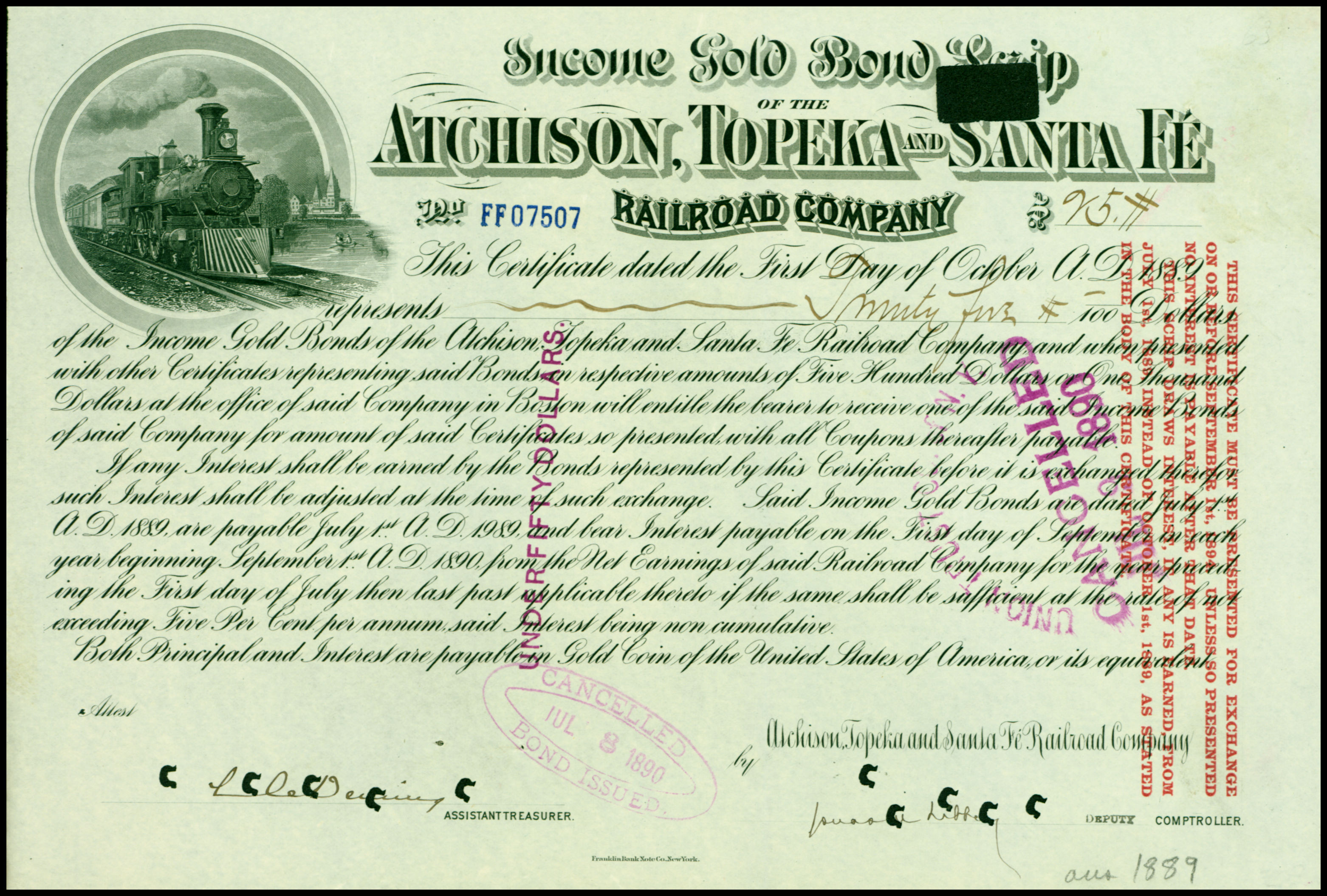
Goldbond der Atchison, Topeka and Santa Fe Railroad Company vom 1. Oktober 1889

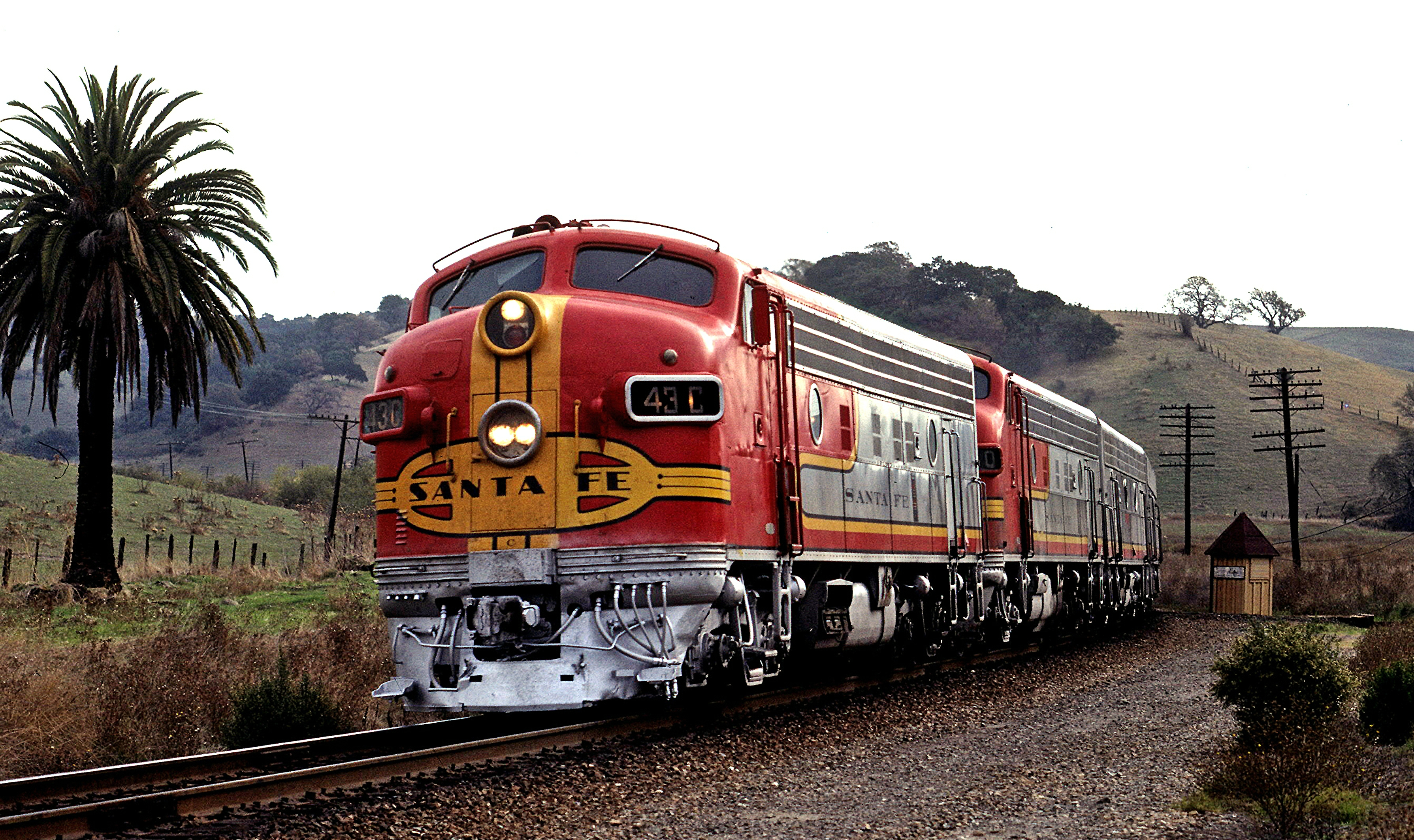
ATSF San Diegan, in klassischer Warbonnet Farbgebung, in der Nähe von Miramar, 1973

### Gründungsgesellschaften
Die älteste Vorläufergesellschaft, die Atchison and Topeka Railroad, wurde im Januar 1859 von Cyrus K. Holliday gegründet, um den verkehrsgünstig am Missouri River gelegenen Ort Atchison mit Topeka, Handelszentrum und Hauptstadt des Bundesstaats Kansas, zu verbinden. 1863 wurde „Santa Fe“ in den Unternehmensnamen aufgenommen, da Santa Fe ebenfalls an das Streckennetz angeschlossen werden sollte.

### Ausbau durch die Prärie
Die Bauarbeiten an der in Richtung Südwesten führenden Strecke begannen am 30. Oktober 1868 in Topeka, wo in einem ersten großen Schritt der Kansas River überquert werden musste. Es war entschieden worden, die Arbeiten in Topeka statt in Atchison aufzunehmen, da Topeka über die Kansas Pacific Railway bereits Bahnanschluss Richtung Osten besaß, und zudem Kohleverkommen in Carbondale für eine Grundauslastung des ersten Streckenabschnitts sorgen sollten.
Der erste nur 6 Meilen (10 km) lange Streckenabschnitt von Topeka nach Pauline wurde am 26. April 1869, weniger als einen Monat vor Fertigstellung der ersten Transkontinentalstrecke, mit dem Sonderzug Wakarusa Creek Picnic Special eröffnet. Am 1. Juli 1869 wurde der Abschnitt Pauline–Carbondale offiziell eröffnet, im September folgte die Verlängerung bis Burlingame. Im Juli 1870 wurde Emporia erreicht und Juli des Folgejahres Newton.
Der zunächst aufgeschobene Bau der Strecke zwischen Atchison und Topeka begann Ende 1870 von beiden Enden. Am 13. Mai 1872 fuhr der erste Zug zwischen den beiden Orten. Zugleich wurde der Bau am westlichen Ende der Strecke ab Frühjahr 1872 sehr schnell vorangetrieben. Bereits am 5. September 1872 wurde das 250 km von Newton entfernte Dodge City erreicht, wodurch es möglich wurde, im Viehtransport mit der Kansas Pacific Railway zu konkurrieren. Ab 23. Dezember 1873 führte das Gleis bis zur Staatsgrenze zwischen Kansas und Colorado.
Die Gesellschaft baute weiter westwärts, jedoch nicht direkt nach Santa Fe, sondern etwas weiter südlich nach Pueblo, das am 1. März 1876 erreicht wurde. Von nun an konnte Kohle aus Colorado nach Osten transportiert werden. Der Streckenbau in Kansas und im östlichen Colorado war, weil das Gelände flach war, zwar einfach, jedoch aufgrund der geringen Bevölkerungsdichte ohne zusätzliche Maßnahmen nicht wirtschaftlich zu betreiben. Da der Staat aber großes Interesse am weiteren Ausbau der Eisenbahn nach Westen hatte, gewährte der Kongress der Santa Fe seit 1863 dafür Land Grants, das heißt, er stellte große Flächen beiderseits der Bahnstrecken ins Eigentum der Bahngesellschaft, die dieses Land auch weitergeben durften. Die Santa Fe errichtete Immobilienbüros und bewarb die Ansiedlung auf dem Land. Interessenten, die westwärts reisten, um das Land zu erkunden, erhielten vergünstigte Fahrkarten. Nachdem dieses Besiedlungsprojekt in der Prärie erfolgreich war, stellte es die wirtschaftliche Grundlage sicher, um die Eisenbahn weiter westwärts über die Rocky Mountains zu bauen.

### Ausbau über die Rocky Mountains
Mit dem Beginn der Silberfunde in Leadville bot sich für die Gesellschaft erstmals eine Vorteile versprechende Bahnverbindung in die Berge an. Die Verantwortlichen um William Barstow Strong erkannten, dass der Bedarf der Minenorte in Colorado und im nördlichen New Mexico nach Lebensmitteln und Investitionsgütern ein Transportvolumen generierte, das den Bahnbau wirtschaftlich machte. Die Strecke sollte von Pueblo westwärts entlang des Arkansas River und durch die enge Royal Gorge führen. Ab 1878 wurde jedoch zunächst wieder in Richtung Santa Fe gebaut. Die Strecke zweigte in La Junta von derjenigen nach Pueblo ab und führte über Trinidad zum Raton Pass. Dabei kam es zu einem teils bewaffneten Wettstreit mit der Denver and Rio Grande Railroad, den die ATSF für sich entschied. Den gleichzeitigen Wettstreit um die Strecke durch die Royal Gorge verlor sie, bekam jedoch durch einen Schlichtungsvertrag vom 27. März 1880 für die bisher geleistete Arbeit in der Schlucht eine Ausgleichszahlung von 1,4 Millionen Dollar und Streckennutzungsrechte zugesprochen.
1880 wurde Albuquerque erreicht, die Stadt Santa Fe jedoch aus topographischen Gründen nur durch eine in Lamy abzweigende Nebenstrecke angeschlossen.
Eine Hauptstrecke von Dodge City weiter südlich durch die Plains wäre zwar günstiger gewesen, feindselige Indianer und Wassermangel entlang der Südroute sowie die Kohlefelder bei Trinidad und Raton begünstigten jedoch die Entscheidung für die Nordroute des Santa Fe Trails.

### Transkontinentalverkehr
1881 erfolgte in Deming (New Mexico) die Verbindung mit der Southern Pacific Railroad, die von El Paso kommend nach Los Angeles führte. Somit war die zweite Transkontinentalverbindung hergestellt. Von Deming wurde der Streckenbau über Benson (Arizona) zur mexikanischen Grenze bei Nogales vorangetrieben, wo Anschluss an die Tochtergesellschaft Sonora Railway zur Hafenstadt Guaymas am Golf von Kalifornien bestand.
Ab 1880 betrieb die ATSF zusammen mit der St. Louis and San Francisco Railway (Frisco) die Atlantic and Pacific Railroad, die 1883 die Verbindung nach Needles am Colorado River herstellte. Dort entstand ein weiterer Anschluss zur Southern Pacific, die kurz zuvor von ihrer Hauptstrecke bei Mojave eine Querverbindung nördlich von Los Angeles errichtet hatte. 1885 stellte die Tochtergesellschaft California Southern eine Linie von San Diego über San Bernardino und den Cajon Pass nach Barstow her und zum Ende des Jahrzehnts war mit der Anbindung von Los Angeles die spätere Hauptstrecke der ATSF – wenn auch noch unter verschiedenen Eigentumsverhältnissen – vollständig.

### Konsolidierung
Am 3. März 1886 fusionierte die ATSF mit der Gulf, Colorado and Santa Fe Railway (GCSF), die ein umfangreiches Netz in Texas und eine Zweigstrecke nach Louisiana betrieb und dehnte damit ihren Betrieb bis nach Dallas, Houston und Galveston an der Golfküste aus. Hierzu wurde eine Verbindungsstrecke von Purcell zur ATSF-Stammstrecke bei Wichita gebaut. Sowohl die GCSF als auch die Panhandle and Santa Fe Railway, eine 1886 gegründete Tochtergesellschaft, deren Netz sich über den Nordwesten von Texas erstreckte und vor allem Amarillo und Lubbock anband, wurden noch bis 1965 als eigenständige Eisenbahnunternehmen betrieben, die auch den Betrieb auf ihren Strecken führten. Bis 1908 baute die ATSF eine Verbindung zwischen Amarillo und der Hauptstrecke am Rio Grande, um die Steigungen des Raton Passes zu vermeiden. Die Strecke namens Belen Cutoff hatte ihre größte Steigung im Abo Canyon der Manzano Mountains, westlich von Mountainair, New Mexico, wo das Bahnbetriebswerk für die Strecke angesiedelt wurde. Mit dem Coleman Cutoff wurde vier Jahre später diese Strecke mit der Nord-Süd-Strecke zum Golf von Mexiko verbunden, was Zugläufe wie Los Angeles–Houston ermöglichte.

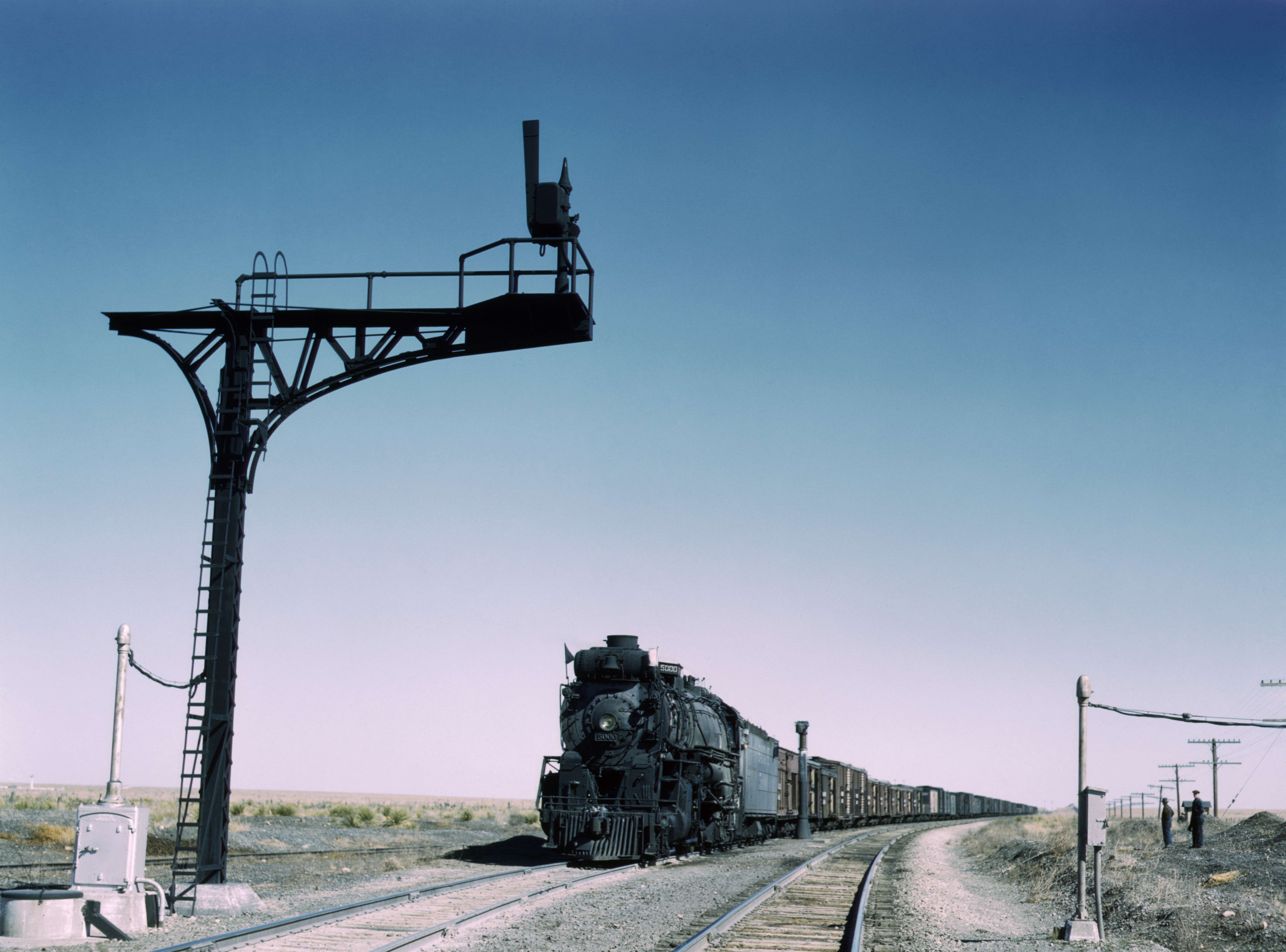
Dampflokomotive 5000 „Madam Queen“ in Ricardo, New Mexico (März 1943)

1888 wurde Chicago von Kansas City und Denver von Pueblo aus angebunden. Die Probleme der Gesellschaft reichten indes über weitere Scharmützel mit Konkurrenzbahnen wie dem Frog war genannten Kleinkrieg zwischen der California Southern und der Southern Pacific im September 1883 um den Bau der Strecke über den Cajon Pass hinaus: Der Manager George C. Magoun, der hart gearbeitet hatte, um Vorsitzender im Board of Directors zu werden, bezahlte die Probleme in der Gesellschaft mit seiner Gesundheit. 1889 fiel der Börsenkurs, der in der öffentlichen Wahrnehmung stark vom Erfolg des Managements abhing, von fast 140 Dollar auf nur noch 20 Dollar pro Aktie. Parallel zum Börsenkurs verschlechterte sich Magouns Gesundheit weiter; am 20. Dezember 1893 verstarb er. Drei Tage später musste infolge der Wirtschaftskrise von 1893 Konkurs angemeldet werden. Nach einer notwendigen Reorganisation des Unternehmens wurde der Name der Gesellschaft 1895 in „Atchison, Topeka and Santa Fe Railway“ geändert. Im selben Jahr wurden die erst 1890 erworbenen Gesellschaften Frisco und Colorado Midland Railway wieder abgestoßen, die Kontrolle über die Atlantic and Pacific Railroad jedoch beibehalten und 1898 durch Aufkauf bestätigt. Der Wunsch, ausschließlich auf eigenen Gleisen von Chicago bis zum Pazifik fahren zu können, führte im Jahr zuvor zu einem Handel mit der Southern Pacific, bei der die Sonora Railway zuzüglich der Strecke Nogales–Benson gegen die Strecke Needles–Barstow–Mojave getauscht wurde. Um nach Mittelkalifornien zu gelangen, wurden 1899 Streckennutzungsrechte für die SP-Linie über den Tehachapi Pass erworben und die kurz zuvor fertiggestellte San Francisco & San Joaquin Valley Railroad von Bakersfield nach Stockton erworben. 1901 wurde von der nunmehrigen ATSF-Hauptstrecke bei Ash Fork eine Zweiglinie südlich nach Phoenix fertiggestellt.

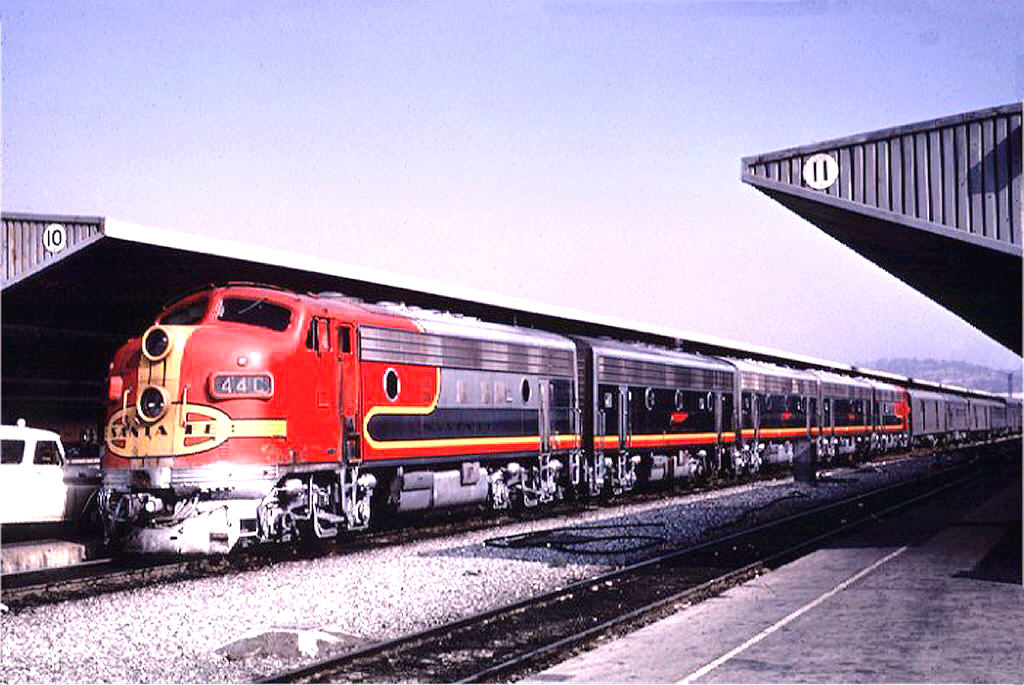
Super Chief und El Capitan am 24. September 1966 im Los Angeles Union Passenger Terminal

1907 gründete die Santa Fe gemeinsam mit der Southern Pacific die Northwestern Pacific Railroad, die verschiedene kleinere Linien übernahm und sie durch Streckenneubauten verband, um San Francisco mit Eureka in Nordkalifornien zu verbinden. 1928 verkaufte die ATSF ihren Anteil an die Southern Pacific. Im selben Jahr erwarb sie den in den USA liegenden Teil der Kansas City, Mexico and Orient Railway, um die Ölfelder im Westen von Texas zu erschließen.

### Endphase
Dem allgemeinen Trend in der Bahnbranche folgend wurde 1968 die Holdinggesellschaft Santa Fe Industries gegründet und die Atchison, Topeka and Santa Fe Railway wurde zu einer Tochtergesellschaft neben den Unternehmen, die in anderen Wirtschaftsbereichen tätig waren.
1983 fusionierte die Santa Fe Industries mit der Southern Pacific Company (Holding der Southern Pacific Transportation) zur Santa Fe Southern Pacific Corporation. Auch die beiden Bahngesellschaften sollten entsprechend fusionieren. Beide Gesellschaften begannen damit, ihre Lokomotiven in rot-gelb umzulackieren. Zwei Jahre später verweigerte die Aufsichtsbehörde Interstate Commerce Commission die Fusion und verlangte den Verkauf einer der beiden Bahngesellschaften. Das neue Kürzel SPSF wurde von Witzbolden als Should’nt Paint So Fast („Hättet Ihr bloß weniger schnell umlackiert“) uminterpretiert.
Nach der gescheiterten Fusion war die Santa Fe die kleinste der sieben großen US-Güterbahnen und konzentrierte sich auf den Container- und Huckepackverkehr zwischen dem Mittleren Westen und Südkalifornien. Schwächer genutzte Nebenstrecken wurden an andere Bahngesellschaften abgegeben oder stillgelegt, darunter auch die 1991 an die T & P Railway verkaufte Verbindung zwischen Atchison und Topeka sowie die 1992 an die Santa Fe Southern Railway veräußerte Nebenbahn Lamy–Santa Fe. Von den drei namensgebenden Orten verblieb somit nur Topeka im Bahnnetz der ATSF.
Im Juni 1994 wurde die Fusion der Burlington Northern mit der Santa Fe zur Burlington Northern Santa Fe, kurz BNSF bekannt gegeben. Die Fusion wurde am 21. September 1995 vollzogen.

### Betriebszwischenfälle
Am 22. Januar 1956 entgleiste sechs Kilometer vor der Los Angeles Union Station ein Dieseltriebwagen mit 110 km/h in einer Kurve, die nur für 25 km/h zugelassen war. Ursache war vermutlich ein Blackout des Triebfahrzeugführers aufgrund einer zuvor nicht erkannten Epilepsie. 30 Menschen starben.
Am 5. September 1956 stießen in der Ausweichstelle Robinson, New Mexico, zwei Fernverkehrszüge frontal zusammen. 20 Menschen starben.

## Lokomotiven

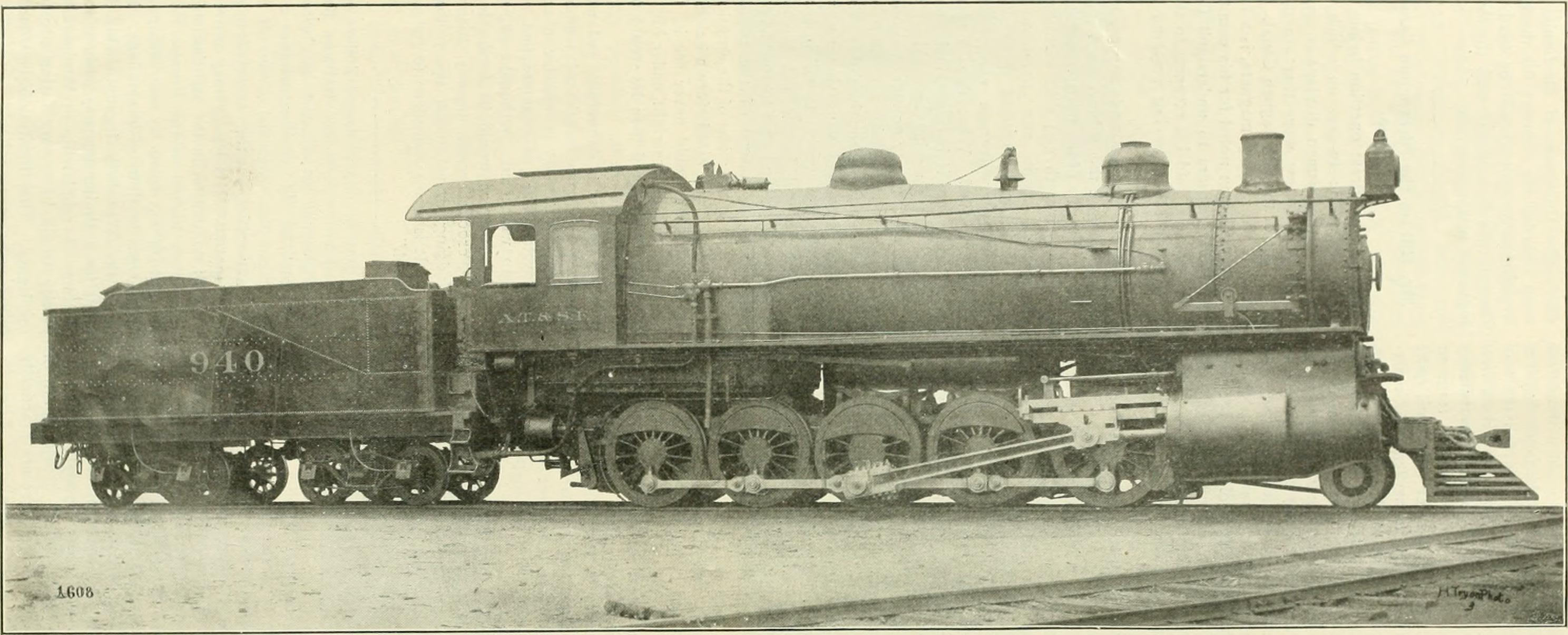
Eine der ersten Lokomotiven der Bauart „Santa Fe“

### Dampflokomotiven
Die Santa Fe betrieb eine große und weit gefächerte Flotte von Dampflokomotiven. 1899 war sie im Besitz von 1036 Lokomotiven. Die Lokomotivbauart „Santa Fe“ bezeichnet Lokomotiven mit der Achsformel 2-10-2 (1’E1’), die erstmals 1903 erschienen. Die Bahngesellschaft besaß mit über 300 Stück die meisten Exemplare dieser Bauart. Darüber hinaus unterhielt die Santa Fe jede erdenkliche Bauart, darunter 4-4-2 Atlantics, 2-6-0 Moguls, 2-8-0 Consolidations, 2-8-2 Mikados (auch „MacArthur“ oder „Mikes“), 2-10-0 Decapods, 2-6-2 Prairies, 4-8-4 Northern, 4-6-4 Hudsons, 4-6-2 Pacifics, 4-8-2 Mountains, 2-8-4 Berkshires und 2-10-4 Texas’. Ferner wurde eine Reihe von Gelenklokomotiven betrieben, darunter Lokomotiven mit den Achsformeln 2-6-6-2, 2-8-8-0, 2-10-10-2, 2-8-8-2 und der seltenen Mallet-Type 4-4-6-2.
Die Anschaffung der Bauart Hudson begann 1927 mit der Klasse 3450 und wurde zehn Jahre später mit der Klasse 3460 abgeschlossen. Die Lokomotive 3461 stellte im Dezember 1937 mit 2227 Meilen zwischen Chicago und Los Angeles einen Langstreckenweltrekord auf.
Gegen Ende der Dampflok-Ära vermietete die ATSF ausrangierte Dampflokomotiven an andere Bahngesellschaften. Im Sommer 1956 wurden zwölf ölgefeuerte 2-10-4 (Texas) an die Pennsylvania Railroad vermietet, da diese Gesellschaft über zu wenige Reservelokomotiven für schwere Güterzüge verfügte. So gelangten Santa-Fe-Loks nach Columbus im Bundesstaat Ohio und verblieben dort bis zur Verdieselung der Strecke.

### Diesellokomotiven
Die Santa Fe gehörte zu den ersten US-Bahnen, die Diesellokomotiven einsetzten (1936/37), womit die Nöte mit der Versorgung von Dampfloks mit Wasser in den Wüstengebieten vom Tisch waren. Die ersten Diesellokomotiven wurden 1936 für den neu eingeführten Super Chief eingesetzt.  Zuvor wurde sogar eine Elektrifizierung zwischen Albuquerque/Belen und Bakersfield geprüft. Mit der Ölkrise 1974 trug sich die Chefetage von Santa Fe mit dem Gedanken, die gesamte Hauptlinie Chicago–Los Angeles zu elektrifizieren.

## Personenverkehr

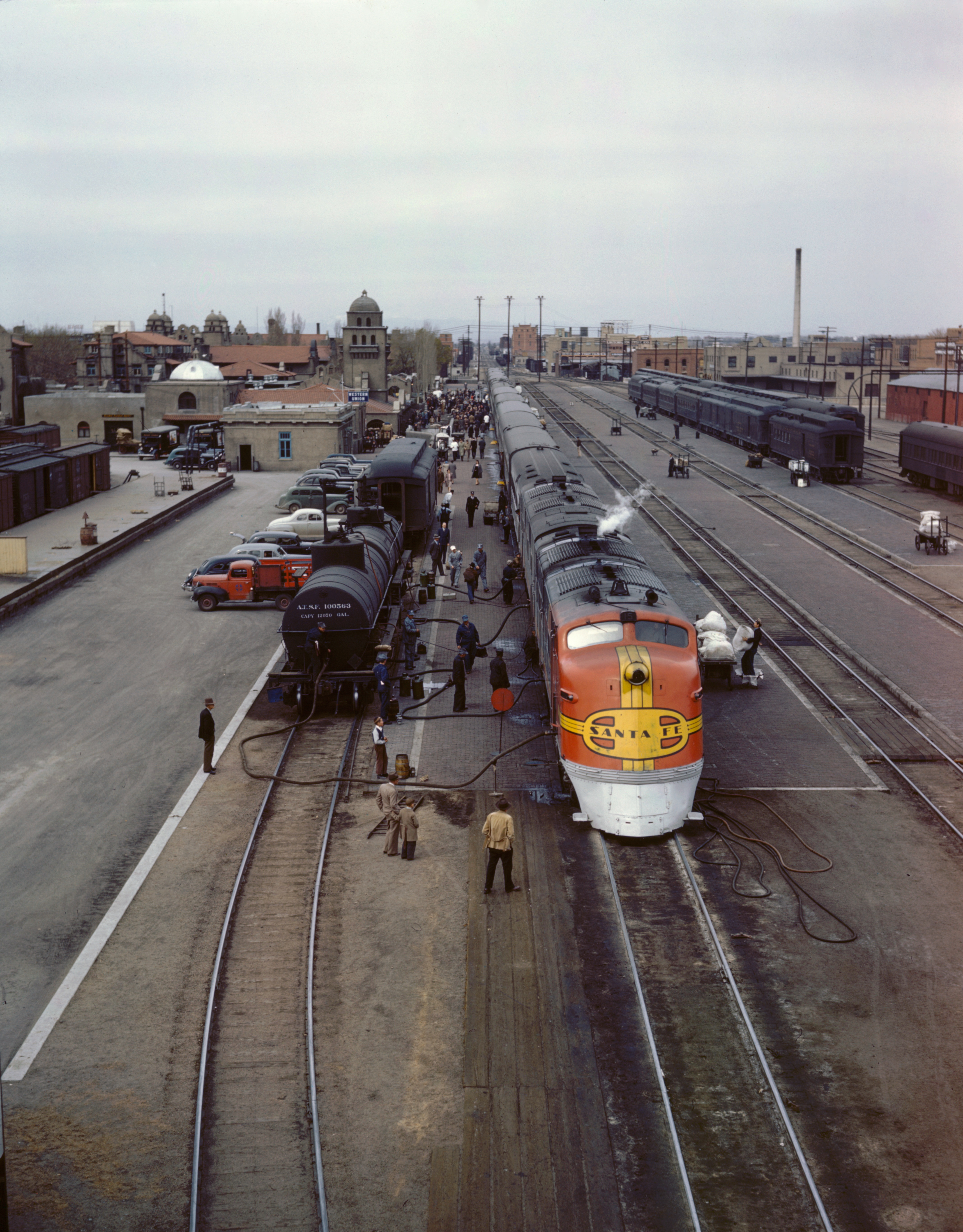
Der „Super Chief“ beim Nachtanken in Albuquerque (1943)

Bekannt war die ATSF für ihren bis 1971 aufrechterhaltenen Personenverkehr, der später an Amtrak überging. Hier kamen die Lokomotiven im „Warbonnet-Design“ mit einer roten Front, seitlich in S-Linie heruntergezogenen roten Streifen und einem gelben Frontkreuz, das Wappen und Namen der ATSF trug, zum Einsatz.
Die ATSF war innovativ bei der Entwicklung von rollendem Material und von Zugsystemen. Bereits 1956 setzte sie im berühmten Überlandzug Super Chief doppelstöckige Fernreisezugwagen ein, wie sie Ende der 1970er Jahre bei Amtrak populär wurden. Um kleinere Städte zu erreichen, wurden Rail Diesel Cars eingesetzt und Busverbindungen über das Trailways Transportation System angeboten. Der Einsatz von Aussichtswagen begann 1951 im Super Chief unter der Bezeichnung „Pleasure Domes“.
Fernzüge verließen Chicago in der Dearborn Station und erreichten Los Angeles bis Mai 1939 in der La Grande Station, danach in der Union Station. Die wichtigsten Fernzüge auf dieser Route waren neben dem Super Chief und dem Schwesterzug El Capitan der zehn Jahre zuvor eingeführte und ausschließlich mit Pullmanwagen gebildete Chief sowie der noch ältere California Limited, der allerdings bereits 1954 eingestellt wurde und somit den Übergang zu Amtrak nicht mehr erlebte.